# Pârâul Sec, Valea Mare
Pârâul Sec este un curs de apă, afluent al râului Valea Mare. 

## Hărți
- Harta Munților Vlădeasa